# Birgit Monteiro
Birgit Monteiro (* 17. August 1969 in Strausberg) ist eine ehemalige deutsche Politikerin (SPD). Sie war Mitglied des Abgeordnetenhauses von Berlin (2006–2015) und Bezirksbürgermeisterin von Lichtenberg (2015–2016).

## Biografie
Nach dem Schulbesuch in Strausberg absolvierte Birgit Monteiro in den Jahren 1986 bis 1989 eine Berufsausbildung mit Abitur zur Landmaschinen- und Traktorenschlosserin in Neuenhagen bei Berlin. Von 1989 bis 1991 studierte sie zunächst an der Hochschule für Ökonomie Berlin. Dem schloss sich von 1991 bis 1998 ein Studium der Geschichte und Germanistik an der Humboldt-Universität zu Berlin mit Abschluss als Magister an. Hinzu kam ein Zusatzstudium Deutsch als Fremdsprache.
Von 2005 bis 2008 studierte sie berufsbegleitend an der Alice-Salomon-Hochschule in Berlin-Hellersdorf Sozialmanagement und schloss mit einem Master of Arts ab.
Monteiro unterrichtete von 1998 bis 2000 Deutsch als Fremdsprache in Ungarn und dann in Berlin. Danach war sie bis 2010 Geschäftsführerin des nachbarschaftlichen Interessenverbundes Kiezspinne FAS e. V. in Berlin-Lichtenberg. Von 2010 bis Januar 2015 führte sie die Geschäfte im Verband für sozial-kulturelle Arbeit (VksA). Parallel dazu war sie außerdem ab 2011 Geschäftsführerin der VskA-Tochtergesellschaft GskA gemeinnützige Gesellschaft für sozial-kulturelle Arbeit mbH.
In den Jahren 2015 bis 2016 war sie Bezirksbürgermeisterin und von 2016 bis 2020 Bezirksstadträtin in Berlin-Lichtenberg.
Seit 2020 ist sie Vorständin der Kaspar Hauser Stiftung in Berlin-Pankow, die für Menschen mit Assistenzbedarf Arbeitsplätze, Bildung und Ausbildung, bedarfsgerechtes Wohnen, künstlerische Betätigung und sozialtherapeutische Begleitung bietet.

## Politik
Birgit Monteiro trat im Jahr 1987 in die SED ein und gehörte deren Nachfolgeorganisation PDS bis 1991 an. Seit 1995 ist sie Mitglied der SPD. In den Jahren von 2001 bis 2006 war sie Bezirksverordnete im Bezirk Lichtenberg. 2006 wurde sie über die Bezirksliste in das Abgeordnetenhaus von Berlin gewählt. Sie war in der 16. Legislaturperiode unter anderem Mitglied im Ausschuss für Gesundheit, Umwelt und Verbraucherschutz. Hier vertrat sie als verbraucherpolitische Sprecherin der SPD-Fraktion im Abgeordnetenhaus die Interessen der Bürger in Fragen des Verbraucherschutzes. Außerdem war sie Mitglied im Ausschuss für Integration, Arbeit, Berufliche Bildung und Soziales.
Bei den Wahlen zum Abgeordnetenhaus 2011 gewann Birgit Monteiro erstmals den Wahlkreis Lichtenberg 4 als Direktkandidatin und wurde Sprecherin für Arbeit und Behindertenpolitik ihrer Partei und Mitglied der Ausschüsse Arbeit, Integration und Frauen sowie Gesundheit und Soziales.
Zusätzlich zu ihrer Abgeordnetentätigkeit engagierte sich Monteiro in vielen kommunalpolitischen Fragen in ihrem Berliner Heimatbezirk Lichtenberg, wo sie unter anderem die Initiativgruppe „Licht an im Hubertusbad! Initiative für die Sanierung und Belebung des Stadtbades Lichtenberg“ ins Leben rief.
Am 22. Januar 2015 wurde Birgit Monteiro von der Bezirksverordnetenversammlung Lichtenberg mit 27 zu 26 Stimmen zur Bezirksbürgermeisterin gewählt. Sie folgte Andreas Geisel, der Stadtentwicklungssenator wurde.
Bei den Berliner Wahlen 2016 verlor die SPD Lichtenberg mit ihrer Zählgemeinschaft die Mehrheit in der Bezirksverordnetenversammlung. Am 15. Dezember 2016 wurde Michael Grunst (Die Linke) zum neuen Bezirksbürgermeister gewählt. Monteiro wurde stellvertretende Bezirksbürgermeisterin und Bezirksstadträtin für folgende Ressorts: Stadtentwicklungsamt,  Amt für Soziales, Wirtschaftsförderung, Sozialraumorientierte Planungskoordination. Zudem nahm sie die Aufgabe einer EU-Beauftragten wahr.
Zum 31. März 2020 trat Birgit Monteiro von allen ihren Ämtern zurück.
Im Jahr 2009 stiftete Birgit Monteiro den „Frieda-Rosenthal-Preis“, mit dem in jedem Jahr verdienstvolle vor allem im Sozialbereich tätige Lichtenberger Bürger geehrt werden.